# Anshan (Liaoning)
Anshan is een stad in de gelijknamige prefectuur in de provincie Liaoning in het noordoosten van China. Het ligt ongeveer 90 kilometer ten zuiden van de provinciehoofdstad Shenyang.
Bij de volkstelling van 2020 had de stad 1.480.332 inwoners, de gehele prefectuur had 3.325.372 Inwoners.
De stad is al in 1387 gesticht en is in de 16e eeuw als zodanig erkend.
Anshan is de thuisbasis van de staalgroep Ansteel, een van de grootste staalproducenten ter wereld. Het grootste en oorspronkelijke fabriekscomplex van de groep ligt hier.

## Zustersteden
- Amagasaki
- Bursa
- Ansan
- Sheffield

## Geboren
- Wang Jianjiahe (2002), zwemster